# Коржинський Дмитро Сергійович
Коржинський Дмитро Сергійович (нар. 1(13).9.1899, Петербург — 1985) — радянський геолог, петрограф. Один із засновників фізико-хімічної петрології та мінералогії, а також фізичної геохімії, академік АН СРСР (1953; член-кореспондент 1943). Син С. І. Коржинського.

## Біографія
У 1926 р. закінчив Ленінградський гірничий інститут.
Працював у Геологічному комітеті, Всесоюзному научно-дослідному геологічному інституті.
У 1929—40 рр. — викладач і професор (1940) Ленинградського гірничого інституту.
З 1937 р. працює у АН СРСР.
З 1969 р. — директор інституту експериментальної мінералогії АН СРСР.

## Науковий доробок
Вивчав геологію родовищ корисних копалин Казахстану, Сибіру, Уралу і Середньої Азії. Розробив основи фізико-хімічної теорії процесів мінералоутворення. Висунув теорію біметасоматичного і контактово-інфільтраційного скарноутворення та кислотно-основної гідротермальної еволюції розчинів. Обґрунтував принцип кислотно-основної взаємодії при кристалізації розплавів.
Д. Коржинський — член багатьох зарубіжних наукових товариств і академій. Голова Національного комітету геологів СРСР (з 1969). Віце-президент мінералогічного товариства СРСР (з 1964).

## Нагороди та відзнаки
Лауреат Державної премії СРСР (1946), Ленінська премія (1958), Премія ім. О. П. Карпінського (1949). Золота медаль В. І. Вернадського (1972). Орден Леніна, орден Трудового Червоного Прапора, ряд медалей. Іменем Коржинського названо мінерал коржинськіт. Герой Соціалістичної Праці (1969).

## Основні праці
- Факторы минеральных равновесий и минералогические фации глубинности, [М.,1940];
- Закономерности ассоциаций минералов в породах архея Восточной Сибири, Л., 1945;
- Биметасоматические флогопитовые и лазуритовые месторождения архея Прибайкалья, [М., 1947];
- Петрология Турьинских скарновых месторождений меди, [М., 1948];
- Основные проблемы в учении о магматогенных рудных месторождениях, 2 изд., М., 1955 (соавтор);
- Физико-химические основы анализа парагенезисов минералов, М., 1957;
- Теория метасоматической зональности, М., 1969;
- Теоретические основы анализа парагенезисов минералов, М., 1973.